# Granby (krater)
Granby – krater uderzeniowy w Szwecji, położony w pobliżu jeziora Wetter. Nie jest widoczny na powierzchni.
Wiek krateru został oceniony na około 470 milionów lat, czyli powstał on w ordowiku. Został utworzony przez uderzenie niewielkiej planetoidy w ówczesne dno morskie, w skały osadowe przykrywające podłoże krystaliczne.